# Hister divisifrons
Hister divisifrons är en skalbaggsart som beskrevs av Schmidt 1895. Hister divisifrons ingår i släktet Hister och familjen stumpbaggar. Inga underarter finns listade i Catalogue of Life.